# 마누라 죽이기
《마누라 죽이기》(영어: How To Top My Wife)는 대한민국의 코미디 영화이다. 1994년 12월 17일에 개봉되었다.

## 줄거리
한때 사랑하는 아내를 만나며 달달한 신혼생활을 하였지만 사실상 아내의 구박과 간섭 등에 시달리고 심지어는 가정의 주도권마저 빼앗겨서 허수아비 신세를 지고있는 남편 봉수.    
그에게 있어서 가정은 사실상 아내의 지배하에 들어간 공간이자 아내가 모든 주도권을 장악한 이래 손도 쓸 수 없는 공간이 되었다.   
가정 뿐만 아니라 같이 다니는 영화사에서도 봉수는 항상 아내 소영에 의해 밀려나고 그가 제안한 계획마저도 모두 소영에 의해 좌절되기 일쑤였을 뿐.   
그러던 어느 날 그런 그에게도 꿈같은 새로운 로맨스가 찾아오니 여배우로 있던 혜리와의 만남을 가지면서 이제서야 골치아픈 아내의 손에서 벗어나 새로운 사랑으로 이어지는듯도 했었다.  
그러나 혜리가 이혼을 요구하자 이러지도 저러지도 못하는 봉수는 점쟁이를 찾아가서 자신과 아내 중 하나가 죽어야 명줄이 유지된다는 점괘를 듣고 소영의 허수아비를 만들어서 칼로 찌르며 저주를 퍼부었는데 결국 소영이 고통을 받아 병원에 입원하였다.   
그러나 그녀는 가벼운 심장마비에 그쳐서 회복하였고 봉수는 의사의 소견상에서 소영이 가족력상 약심장을 가졌다는 것을 알아내고 소영에게 심장 쇼크를 가하려고도 했지만 실패한다.  
그리고 최후의 수단으로 봉수는 소영을 살해하기 위해 킬러를 매수하여서 불러들이게 되는데....

## 등장인물

### 주인공
- 박중훈: 박봉수 역
- 최진실: 장소영 역

### 주변 인물
- 엄정화: 김혜리 역
- 최종원: 킬러 역
- 조형기: 감독 역
- 권용운: 탈영병 역
- 양택조: 대대장 역
- 조선묵: 영철 역

### 그 외 인물
- 김성겸: 봉수의 부친 역
- 김석옥: 봉수의 모친 역
- 이숙: 영철 부인 역
- 김의상: 준석 역
- 구본임: 경옥 역
- 강성진: 덩치 역
- 김주희: 미스 안 역
- 박종설: 경비 역
- 이승우: 조감독 역
- 이석구: 편집기사 역
- 이기영: 의사 역
- 장인한: 점집 도사 역
- 나갑성: 촬영기사 역
- 길달호: 경찰 1 역
- 한명환: 경찰 2 역
- 안진수: 중년사내 역
- 박용팔: 조합 중년 역
- 한혜숙: 여인 역
- 윤일주: 주례 역
- 원종석: 세탁소 청년 역

### 특별출연
- 배장수: 엄 상무 역
- 박경미: 리포터 역

## 제작진
- 감독: 강우석
- 조감독: 김상진, 권규오, 이장욱, 이시명, 유흥삼
- 기록: 이경원
- 각본: 김상진, 오시욱
- 촬영부: 김윤수, 안병길, 김도형, 김동천, 오봉식
- 촬영: 정광석
- 조명: 신학성
- 조명부: 원명준, 박순봉, 지길수, 송수진, 안정웅, 정명진
- 기획: 김미희
- 제작: 강우석
- 제작총지휘: 최세창
- 제작부장: 오효석
- 돌비녹음: 강대성
- 동시녹음: 소원종, 인상현
- 음악: 최경식
- 미술: 오상만, 조융삼, 김보일, 김보관
- 특수효과: 김철석
- 분장: 김선진, 박지윤, 백지은, 김혜원
- 헤어: 김명진
- 의상: 김유선
- 편집: 김현
- 네가편집: 최윤정, 경민호
- 붐맨: 이상돈, 서재영, 이성진
- 소품: 이종국, 이종대
- 스테디캠: 여경보, 김석진
- 광학: 김용훈
- 스턴트: 김경민
- 광고기획: 씨네월드
- 자막: 주광동
- 옵티컬: 윤종두
- 사진: 손기철
- 경리: 유인자, 조금지
- 발전차: 양덕수
- 운송: 이경형
- 보조출연: MTM, 한국예술
- 효과: 양대호, 오기삼, 박준호, 장광수